# Walentyn Gawara-Gutek
Walentyn Gawara, także Walentyn Gawara-Gutek (ur. ok. połowy XVI wieku, zm. XVI/XVII wiek) – polski kompozytor muzyki renesansowej.
Bliższe informacje o życiu kompozytora nie są znane. Prawdopodobnie był nauczycielem muzyki w Kapeli Rorantystów, w które archiwum zachowały się jego dwa pięciogłosowe motety z chorałowym cantus firmus. Są to: napisany prawdopodobnie w latach 70. XVI wieku motet Per merita sancti Adalberti (Przez zasługi św. Wojciecha) i częściowo zachowany motet Rorate Caeli. Oba utwory są napisane na niskie głosy, co wskazuje, że mogły być przeznaczone do wykonania właśnie przez Kapelę Rorantystów.